# Florian Schmidt (Sportschütze)
Florian Schmidt (* 31. März 1986 in Frankfurt (Oder)) ist ein deutscher Sportschütze, der vor allem in der Disziplin Freie Pistole und auch in der Disziplin Luftpistole antritt.
Florian Schmidt ist ausgebildeter IT-Systemelektroniker und ist zurzeit Brandmeisteranwärter bei der Sportfördergruppe der Feuerwehr. Er startet für die Schützengilde Frankfurt a.d. Oder 1406 und wird von Karl-Heinz Urban, zuvor von Peter Kraneis, trainiert. Seine nennenswerten Erfolge erreichte der Frankfurter alle mit der Freien Pistole, 2006 wurde er bei den Weltmeisterschaften in Zagreb Achter. Bei seinen ersten Europameisterschaften im Männerbereich 2007 in Granada erreichte er Platz 22. Mit dem dritten Platz beim Weltcup in München konnte sich Schmidt für die Olympischen Spiele von Peking qualifizieren. Er tritt über 50 Meter mit der Freien Pistole und über 10 Meter mit der Luftpistole an. Florian Schmidts Bruder Alexander, ist Handballer beim 1. VFL Potsdam.